# Emílio Castro
Emilio Castro (2 de maio de 1927, Montevidéu - Uruguai - 6 de abril de 2013, Montevidéu) foi um pastor da Iglesia Evangélica Metodista en el Uruguay e liderança do movimento ecumênico global, tendo sido Secretário Geral do Conselho Mundial de Igrejas.

## Biografia
Filho de um dirigente sindical chileno e de uma espanhola, Emílio ingressou na infância na Igreja Metodista. Após seus estudos na Faculdade de Teologia de Buenos Aires, foi pastor no Uruguai e na Bolívia, entre 1950 e 1960, antes de se envolver em um grupo ecumênico pela unidade dos cristãos na América Latina, a partir de 1965. Mais tarde, fez seu doutorado na Suíça, onde foi influenciado por Karl Barth.
Em 1973, se tornou diretor da Comissão de Missão Mundial e Evangelização do Conselho Mundial de Igrejas (CMI). Nessa posição, ajudou na incorporação das igrejas pentecostais sul-americanas ao organismo. Em 1982, ajudou a construir a declaração "Missão e Evangelização: Uma Declaração Ecumênica" do CMI, que estabeleceu o padrão do trabalho missionário da entidade.
Entre 1985 e 1992 foi o Secretário Geral do CMI, como o primeiro latino-americano nessa posição. Dentre os desafios dessa época estava o de enfrentar o colapso do comunismo na Europa Oriental e seus efeitos nas igrejas, bem como expandir a participação e representação das igrejas ortodoxas no CMI. Castro foi vital para o apoio internacional e econômico do CMI às organizações de direitos humanos na América Latina; sua ênfase na Teologia da libertação atraiu críticas conservadoras. Também sob sua liderança, uma delegação do CMI visitou a África do Sul pela primeira vez, depois da libertação de Nelson Mandela.
Por sua defesa dos direitos humanos e contribuição à frente do CMI durante a ditadura militar chilena, o Governo do Chile concedeu-lhe em 14 de outubro de 2009, durante evento realizado na Embaixada do Chile na Suíça, a condecoração da Ordem Bernardo O'Higgins, a mais alta distinção que o Chile concede a estrangeiros por serviços eminentes.